# NASCAR-Strictly-Stock-Saison 1949
Die NASCAR-Strictly-Stock-Saison 1949 war die erste offizielle Saison der heutigen NASCAR Cup Series in den Vereinigten Staaten. Sie begann am 19. Juni 1949 in Charlotte, North Carolina auf dem Charlotte Speedway, und endete am 16. Oktober mit dem Wilkes 200 auf dem North Wilkesboro Speedway in North Wilkesboro, North Carolina. Die Saison umfasste acht Rennen und zwei Ausstellungsrennen. Raymond Parks gewann die Owners' Championship, während Red Byron mit einem 16. Platz beim letzten Rennen der Saison die Drivers' Championship gewann. 

## Rennen

### Kurzübersicht
| Datum              | Austragungsort                   | Rennstrecke               | Pole-Position  | Sieger        |
| ------------------ | -------------------------------- | ------------------------- | -------------- | ------------- |
| 19. Juni 1949      | Charlotte, North Carolina        | Charlotte Speedway        | Bob Flock      | Jim Roper     |
| 10. Juli 1949      | Daytona Beach, Florida           | Daytona Beach Road Course | Gober Sosebee  | Red Byron     |
| 7. August 1949     | Hillsboro, North Carolina        | Occoneechee Speedway      | –              | Bob Flock     |
| 11. September 1949 | Langhorne, Pennsylvania          | Langhorne Speedway        | Red Byron      | Curtis Turner |
| 18. September 1949 | Hamburg, New York                | Hamburg Speedway          | –              | Jack White    |
| 25. September 1949 | Martinsville, Virginia           | Martinsville Speedway     | Curtis Turner  | Red Byron     |
| 2. Oktober 1949    | Pittsburgh, Pennsylvania         | Heidelberg Raceway        | Al Bonnell     | Lee Petty     |
| 16. Oktober 1949   | North Wilkesboro, North Carolina | North Wilkesboro Speedway | Kenneth Wagner | Bob Flock     |

### Rennen 1 – Charlotte, North Carolina
Das erste Rennen der Saison und zudem erste jemals ausgetragene Rennen der heutigen NASCAR Cup Series fand am 19. Juni 1949 auf dem Charlotte Speedway in Charlotte, North Carolina statt.
Top 10 Platzierungen:
1. Jim Roper
2. Fonty Flock
3. Red Byron
4. Sam Rice
5. Tim Flock
6. Archie Smith
7. Sterling Long
8. Slick Smith
9. Curtis Turner
10. Jimmy Thompson

### Rennen 2 – Daytona Beach, Florida
Das zweite Rennen der Saison fand am 10. Juli 1949 auf dem Daytona Beach Road Course in Daytona Beach, Florida statt.
Top 10 Platzierungen:
1. Red Byron
2. Tim Flock
3. Frank Mundy
4. Joe Littlejohn
5. Bill Blair
6. Frank Christian
7. Bill Snowden
8. Gober Sosebee
9. Jimmy Thompson
10. Jack Etheridge

### Rennen 3 – Hillsboro, North Carolina
Das dritte Rennen der Saison fand am 7. August 1949 auf dem Occoneechee Speedway in Hillsboro, North Carolina statt.
Top 10 Platzierungen:
1. Bob Flock
2. Gober Sosebee
3. Glenn Dunnaway
4. Fonty Flock
5. Bill Snowden
6. Bill Blair
7. Tim Flock
8. Otis Martin
9. Lee Petty
10. Buddy Helms

### Rennen 4 – Langhorne, Pennsylvania
Das vierte Rennen der Saison fand am 11. September 1949 auf dem Langhorne Speedway in Langhorne, Pennsylvania statt.
Top 10 Platzierungen:
1. Curtis Turner
2. Bob Flock
3. Red Byron
4. Frank Mundy
5. Bill Blair
6. Sara Christian
7. Lee Petty
8. Al Keller
9. Al Bonnell
10. Lou Volk

### Rennen 5 – Hamburg, New York
Das fünfte Rennen der Saison fand am 18. September 1949 auf dem Hamburg Speedway in Hamburg, New York statt.
Top 10 Platzierungen:
1. Jack White
2. Ray Erickson
3. Billy Rafter
4. Mike Eagen
5. Bill Rexford
6. Frankie Schneider
7. Jack Russell
8. Charles Muscatel
9. Glenn Dunnaway
10. Ellis Pearce

### Rennen 6 – Martinsville, Virginia
Das sechste Rennen der Saison fand am 25. September 1949 auf dem Martinsville Speedway in Martinsville, Virginia statt. Das Rennen befindet sich noch heute unter dem Namen Goody’s Cool Orange 500 im Rennkalender des Sprint Cup und ist somit das älteste Rennen der NASCAR.
Top 10 Platzierungen:
1. Red Byron
2. Lee Petty
3. Ray Erickson
4. Clyde Minter
5. Bill Blair
6. Bill Snowden
7. Glenn Dunnaway
8. Al Wagoner
9. Curtis Turner
10. Archie Smith

### Rennen 7 – Pittsburgh, Pennsylvania
Das siebte Rennen der Saison fand am 2. Oktober 1949 auf dem Heidelberg Raceway in Pittsburgh, Pennsylvania statt.
Top 10 Platzierungen:
1. Lee Petty
2. Dick Linder
3. Bill Rexford
4. Sam Rice
5. Sara Christian
6. Lloyd Moore
7. John Wright
8. Jack Russell
9. Skip Lewis
10. Don Rogala

### Rennen 8 „Wilkes 200“ – North Wilkesboro, North Carolina
Das achte und letzte Rennen der Saison fand am 16. Oktober 1949 auf dem North Wilkesboro Speedway in North Wilkesboro, North Carolina statt.
Top 10 Platzierungen:
1. Bob Flock
2. Lee Petty
3. Fonty Flock
4. Clyde Minter
5. Herb Thomas
6. Roy Hall
7. Ray Erickson
8. Raymond Lewis
9. Curtis Turner
10. Bill Blair

## Punktestand am Saisonende (Top 20)
| Platz | Fahrer         | Punkte |
| ----- | -------------- | ------ |
| 1     | Red Byron      | 842,5  |
| 2     | Lee Petty      | 725,0  |
| 3     | Bob Flock      | 704,0  |
| 4     | Bill Blair     | 567,5  |
| 5     | Fonty Flock    | 554,5  |
| 6     | Curtis Turner  | 430,0  |
| 7     | Ray Erickson   | 442,0  |
| 8     | Tim Flock      | 421,0  |
| 9     | Glenn Dunnaway | 384,0  |
| 10    | Frank Mundy    | 370,0  |
| 11    | Bill Snowden   | 315,0  |
| 12    | Bill Rexford   | 286,0  |
| 13    | Sara Christian | 282,0  |
| 14    | Clyde Minter   | 280,0  |
| 15    | Gober Sosebee  | 265,0  |
| 16    | Jim Roper      | 253,0  |
| 17    | Sam Rice       | 231,0  |
| 18    | Jack White     | 200,0  |
| 19    | Dick Linder    | 180,5  |
| 20    | Billy Rafter   | 160,0  |

Quelle: 